# Essen (Asendorf)
Essen ist ein Ortsteil der Gemeinde Asendorf im niedersächsischen Landkreis Diepholz.

## Geographie und Verkehrsanbindung
Der Ort liegt östlich des Kernortes Asendorf und östlich der B 6. Am nördlichen Ortsrand verläuft die Kreisstraße K 139, nördlich des Ortes erhebt sich der 49 Meter hohe Essener Berg.

## Bauwerke
In der Liste der Baudenkmale in Asendorf sind für Essen zwei Baudenkmale aufgeführt:
- ein Wohn-/Wirtschaftsgebäude (Forthweg 7)
- ein Backhaus (Forthweg 7)